# Alimentation dans la marine britannique (1650-1850)

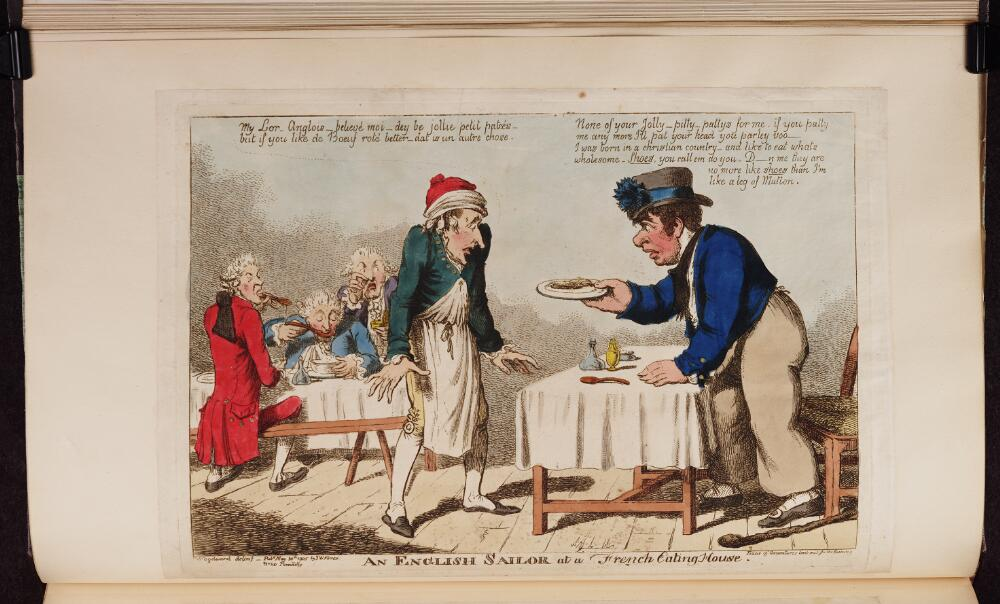
Caricature : le marin anglais dans un restaurant français (1805, George Moutard Woodward, Bodleian Libraries).

Nourrir correctement ses marins a toujours été une préoccupation des autorités britanniques, en premier lieu par le caractère insulaire du pays, du milieu du XVIIe au milieu du XIXe. Les réglementations en ce domaine sont très vite apparues et une importante structure administrative va être établie pour gérer ce besoin. Le Parlement surveillera de près l'utilisation des fonds qu'il octroie, chaque année, pour l'alimentation des marins.
Le marin bénéficiait de trois repas par jour, comme un terrien. Les contraintes de place, comme d'organisation, à bord du navire, imposaient de fortes contraintes sur les modes de préparation des repas comme sur la prise des repas. Si les quantités prévues de nutriments étaient satisfaisantes, en nombre de calories, la qualité était contrainte par le besoin d'avoir des denrées supportant des croisières de plusieurs mois. Le choix limité des aliments disponibles avait des conséquences sur la santé des marins (scorbut, par exemple). Les contraintes étaient différentes pour l'encadrement du navire, lui offrant plus de variété pour sa nourriture. Le régime alimentaire dans la marine marchande était très proche de celui de la Royal Navy, mais la possibilité d'escales plus fréquentes réduisaient les risques sanitaires.
Vers la fin de la période considérée, ces contraintes diminueront (apparition des conserves, de la distillation de l'eau de mer, de la réfrigération, etc.), améliorant la santé des équipages.

## Cadre administratif

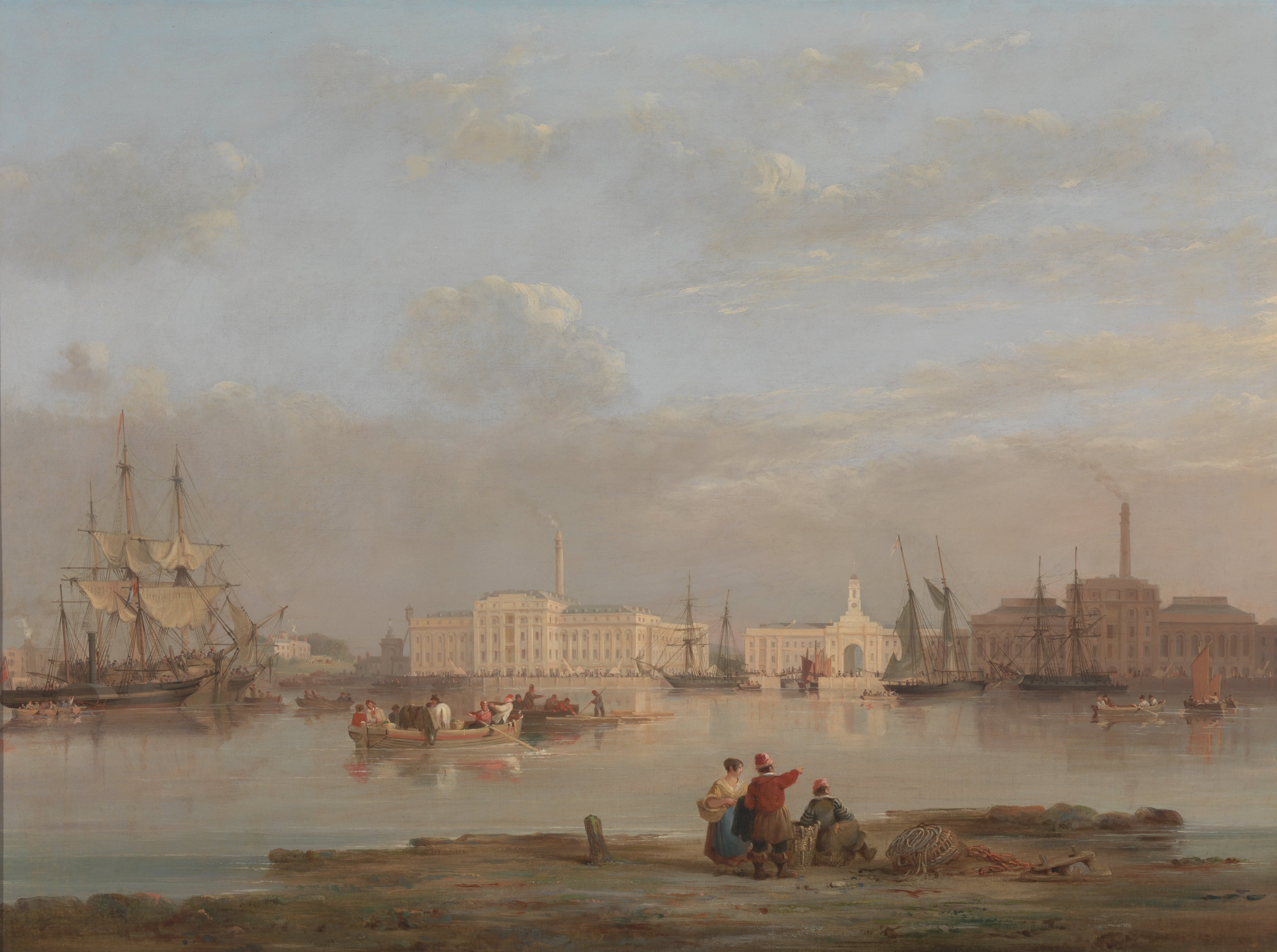
Le « Victualling Office », Plymouth (N. Condy, vers 1899).

Gérés par des marchands privés, sous contrats, les approvisionnements en denrées alimentaires de la Royal Navy sont similaires à ce qui se passe à la même époque pour la marine française au début de la période considérée dans cet article. À compter de 1683, ils sont gérés par une structure administrative, le « Comité pour l'avitaillement » (« Victualling Board », officiellement : « Commissioners for the Victualling of the Navy) »). Ce comité est un service subordonné à l'Amirauté de la Royal Navy. Ce Comité poursuivra sa tâche jusqu'aux réformes de 1832. Il se transformera alors en « Département pour l'avitaillement » Victualling Department (Royal Navy) (en), toujours rattaché à l'Amirauté.
À compter de 1731, apparaissent les « King's Regulations and Admiralty Instructions » qui réglementent le fonctionnement de la Royal-Navy. Ces instructions abordent aussi le domaine de l'alimentation des équipages.

## Ce que mange le marin

### Le mangeur
Samuel Pepys, secrétaire de l'Amirauté britannique et chargé, un temps, du ravitaillement, livre son avis sur le marin anglais :

« Les Anglais, et plus particulièrement les marins, aiment leur ventre par dessus tout et de là on doit toujours garder en mémoire, dans la gestion du ravitaillement pour la marine, que toute diminution qui leur est faite, en quantité comme en qualité des denrées, les décourage et les atteint au point le plus sensible, et les amènera plus rapidement au dégoût du service du Roi que toute autre contrainte mise à leur charge, »

### Les denrées

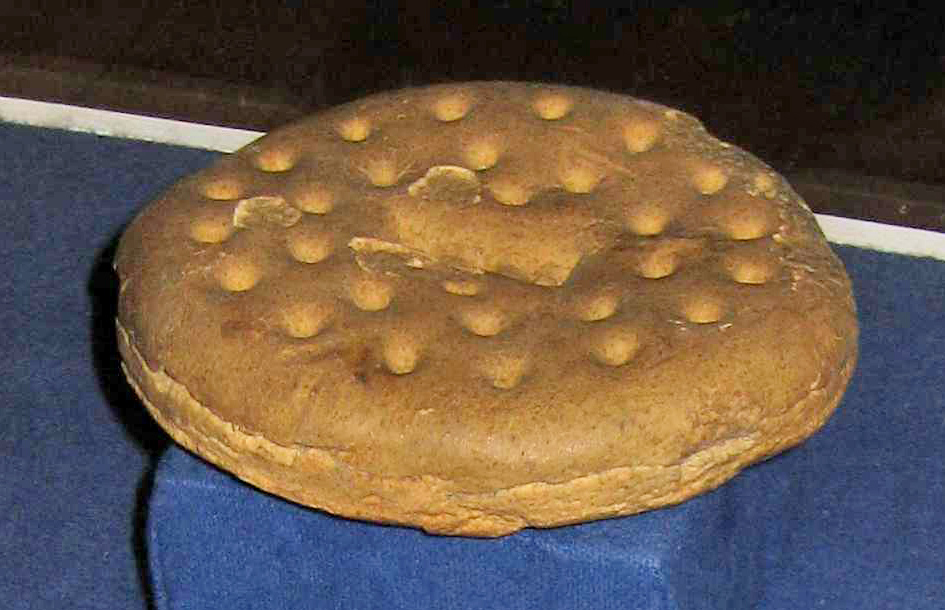
Exemple de biscuit de mer (musée de la Marine d'Elseneur, Danemark). Celui-ci est présenté comme étant « le plus vieux » biscuit de mer connu.

Les aliments embarqués sont principalement des denrées pouvant se conserver longtemps, c'est-à-dire plusieurs mois. Des denrées fraîches peuvent aussi être embarquées mais, par définition, leur conservation est limitée.

#### Aliments solides
La réglementation de l'époque fait une différence entre les provisions sèches (« dry provisions ») et les provisions humides (« wet provisions »). Ces dernières correspondent aux céréales et aux légumes secs ; tous les autres approvisionnements rentrant dans l'autre catégorie.

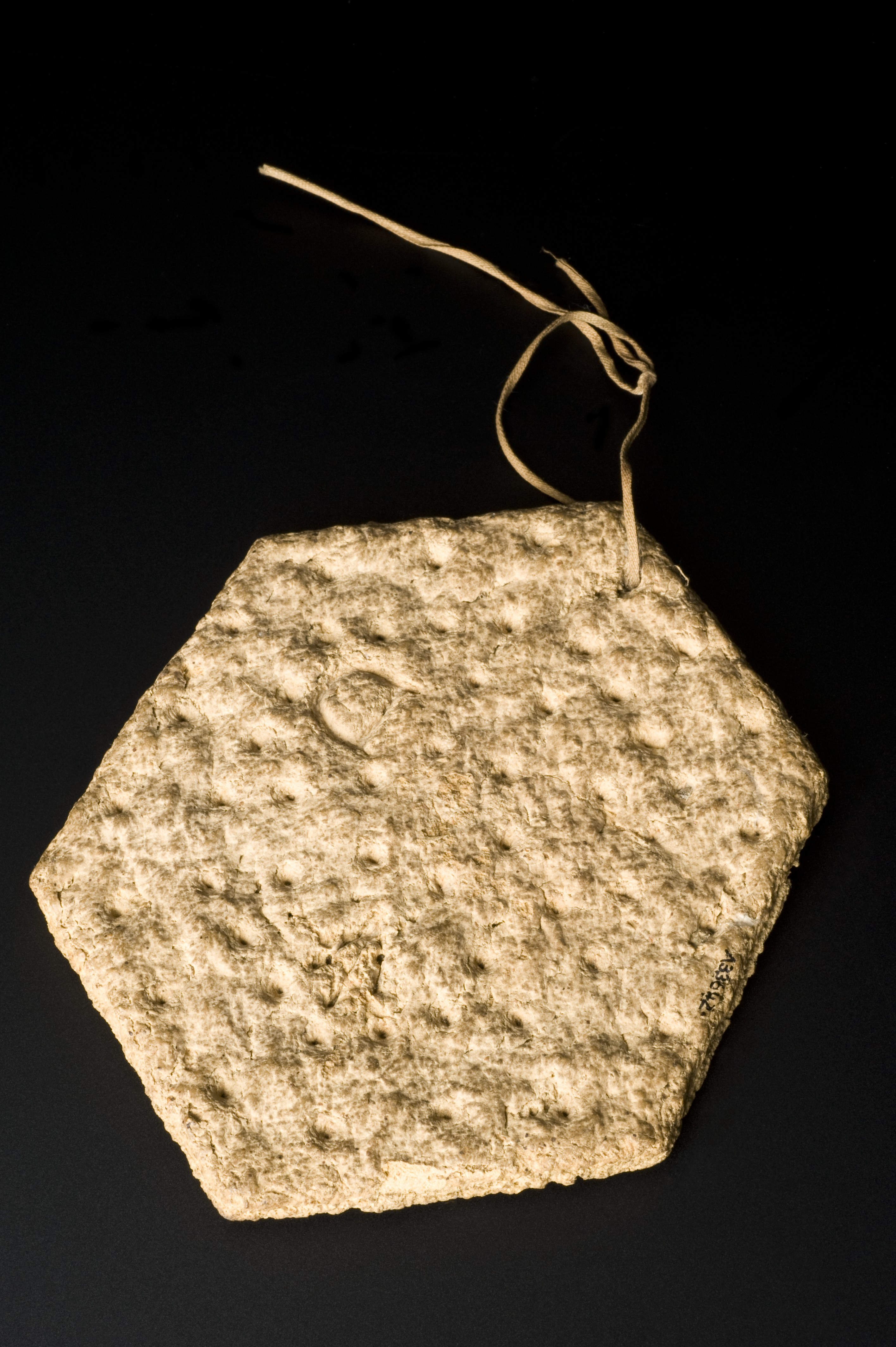
« Ship's biscuit », Angleterre, 1875 Wellcome L0064860.

Le pain est l'un des aliments de base du marin anglais. En cela, il ne se différencie pas des matelots des autres nations européennes. Ce pain peut être frais mais, le plus souvent, fourni sous forme de biscuit.
Le pain frais (fraîchement cuit) est fourni aux équipages dont le navire est au port, ou navigue à proximité des îles Britanniques. Il est aussi fabriqué à bord pour alimenter les malades et les blessés. Le biscuit, à la conservation plus longue, est embarqué pour les longues croisières. La réglementation prévoit que cinq biscuits ne peuvent peser ensemble moins d'une livre ; ce qui donne un poids minimum de 91 grammes l'unité.
Le marin est, en tenant compte du régime alimentaire de l'époque, bien servi en viandes. Sur une semaine, elle apparaît quatre fois dans la ration journalière. Il s'agit de viande de bœuf ou, à défaut, de viande de porc. C'est du moins le cas au début de la période considérée ; en 1701, la viande de porc est fournie dans les mêmes proportion que la viande de bœuf. D'autres types de viandes, comme celle de mouton, peuvent apparaître mais elles sont peu fréquentes. Si la viande fraîche est fournie dès que possible, par exemple quand le navire est au port, le marin recevra le plus souvent de la viande salée, c'est-à-dire conservée dans la saumure.
Au début de la période considérée dans le présent article, le poisson fait partie des denrées distribuées. Il tendra à se raréfier, essentiellement pour des questions de prix, dans les fournitures aux marins. Quand il est fourni, c'est aussi sous la forme de poisson salé (type morue) ou séché (type hareng).
Une particularité britannique est la fourniture de barils de « langues de bœuf fourrées » accordées au commandant prenant son poste sur un nouveau navire. Considérées comme des mets de choix, et assez similaires aux saucissons actuels, l'Amirauté en accorde six douzaines à un chef d'escadre, mais trois douzaines seulement au commandant d'un vaisseau de 3e rang.
Les légumes fournis aux marins sont, principalement, des légumes secs, comme les différents types de pois (peas). La marine britannique utilise principalement les variétés Pisum sativum var. arvense et Pisum sativum var. sativum. Ils peuvent se conserver pendant des mois mais nécessitent une cuisson de plusieurs heures. Le riz n'apparaît que comme aliment de substitution ; pour donner un exemple, en remplacement d'un gallon de porridge il peut être distribué 4 livres de riz. En Méditerranée comme aux Antilles, des haricots secs (« Calavances », Phaseolus vulgaris) peuvent être distribués.
Un porridge (oatmeal), plus grossier que celui utilisé de nos jours, flocons d'avoine, est fourni aux matelots les jours sans viande, c'est-à-dire 3 fois par semaine.
L'utilisation de légumes frais est cependant recommandée et laissée à la discrétion des commandants. Ainsi, en mars 1804, Nelson ordonnera à son agent ravitailleur de fournir aux neuf bâtiments de son escadre 20 tonnes d'oignons, entre autres denrées. Les choux sont, à côté des oignons, les légumes les plus cités dans les acquisitions mentionnées dans les livres de bord de l'époque.
À l'exception du raisin, les fruits, en général, ne sont pas pris en compte dans la réglementation de l'époque. Ce qui ne veut pas dire que le marin ne pouvait pas s'en procurer quand l'occasion se présentait. En revanche, le jus de citron et les autres agrumes sont appréciés pour la bonne santé des équipages. sans que leur rôle soit pleinement compris, puisqu'en 1825 encore, les autorités encouragent la distribution de jus de citron aux équipages mais seulement si la bière n'est pas disponible. Certains commandants veillaient à se fournir en agrumes ; c'est le cas de Nelson qui, dans l'exemple donné ci-dessus, demandait à son agent ravitailleur de se procurer 30 000 oranges.
Le raisin sec est le seul fruit dont les Autorités prévoient la distribution aux équipages. Il s'agit de raisins secs de Malaga (« raisins ») ou de raisins de Corinthe (« currants »). Ils sont distribués, avec de la farine et de la graisse de rognon, en lieu et place de viande pour confectionner du pudding.
Le fromage est au menu du marin anglais trois fois par semaine, les jours où la viande n'est pas fournie. Jusqu'en 1758, il s'agit de fromage de Suffolk. Fabriqué à base de lait écrémé, il est dur, moins coûteux, mais se conserve longtemps. En revanche, il est considéré comme un fromage « de pauvre » et peu apprécié ; au point, dit-on, de pouvoir être sculpté pour remplacer des boutons d'habillement. Par la suite, d'autres types de fromages sont autorisés ; comme ceux de Cheshire, Cheddar, Gloucester ou Warwick. Le premier cité étant celui qui sera le plus utilisé,.

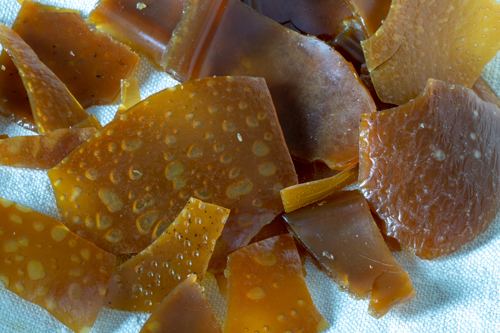
Aspect (reconstitution) du Portable soup.

Plutôt destinées à l'alimentation des malades, des tablettes de bouillon (portable soup) sont aussi embarquées. Un livre de cuisine de 1747 donne une recette de ce genre de préparation, utilisant 50 livres de viande pour 9 gallons d'eau et des herbes aromatiques ; le tout bouilli pendant 8 à 9 heures avant d'être séché au soleil. En 1772, le capitaine Cook embarque 1 000 livres de ce type de tablettes pour son voyage vers l'Australie.

#### Boissons
L'eau potable embarquée sert pour la cuisine mais peu pour la boisson. Principalement pour sa qualité qui peut être médiocre. Si l'eau qui est fournie à Plymouth est acceptable, car issue de sources, celle fournie par l'arsenal de Deptford est parfois décrite comme issue de caves londoniennes voire de fosses septiques... En mer, l'eau qui est mise à disposition, sur le pont, dans un charnier, est généralement additionnée de vinaigre.

##### Bière
La boisson principale du marin anglais est la bière. En l'absence de celle-ci, il reçoit du vin ou des spiritueux. La bière est, principalement, produite par le Comité pour l'avitaillement. À défaut, elle est fournie par des marchands privés après appels d'offre.
Cette bière est peu titrée en alcool (2,5° environ),. La ration journalière est d'un « gallon » par jour,. Cette bière ne se conserve que quelques semaines, ; pour les croisières de plus longues durées, elle est remplacée par du vin.

##### Vin
La production de vin en Grande-Bretagne étant très faible, le vin est importé, principalement, d'Espagne et du Portugal. Ainsi, il est courant qu'une traversée de l'Atlantique comprenne une escale à Madère.
La quantité de vin fournie chaque jour au marin correspond à la moitié de la ration de bière.
À l'inverse de la marine française, la Royal Navy ne se limite pas à la fourniture de vin rouge. Elle utilise aussi des vins blancs ou rosés ; pour donner un exemple, en 1758, la marine britannique achète du vin de Malaga (blanc) et du vin de Porto (rouge) en quantité équivalente,.

##### Spiritueux
Il s'agit de rhum, de brandy voire, pour certaines localisations, d'arrack. Une campagne efficace de lobbying des producteurs de rhum des Antilles finira par assurer la prépondérance de cet alcool.
La quantité d'alcool fort fournie chaque jour au marin britannique correspond à la moitié de la ration de vin. Cet alcool est servi coupé d'eau. À la suite d'une idée de l'amiral Vernon, la ration de jus de citron, décriée, est mélangée à la ration d'alcool.

##### Cas particuliers
Le thé, comme le chocolat, ne font pas partie des boissons pouvant être offertes aux matelots britanniques. Cependant, ces produits peuvent se trouver être distribués, mais seulement au titre de produit de substitution au fromage. Ainsi, une livre de fromage peut être remplacée par une demi-livre de chocolat ou un quart de livre de thé.

#### Apparition des conserves
À la fin de la période considérée dans le présent article, la procédure élaborée par Nicolas Appert va trouver des applications pour l'alimentation des équipages. Chez les Britanniques, la conserve appertisée figure dès 1814 dans la ration du matelot de la Navy, bien avant les Français.
Il convient de préciser que les conserves Appert utilisaient des récipients en verre ; que l'usage de contenants en fer blanc sera une innovation britannique.

### Le gestionnaire à bord

Le cantinier (1799), Greenwich Royal Museum.

À la différence des Français, le responsable de la gestion des denrées alimentaires est un officier-marinier (« warrant-officer »), au même titre que le maître-charpentier ou le maître-armurier du navire. Le cantinier (« Purser ») remplit une double fonction sur les navires britanniques.
En premier lieu, il est un agent des autorités et doit surveiller toutes les nourritures et boissons embarquées ; il doit aussi en surveiller la distribution et éviter gaspillages et vols ; il doit en rendre compte au Comité et risque de devoir en porter la charge financière, si ses comptes étaient rejetés.
En second lieu, le cantinier agit comme un commerçant indépendant pour vendre à l'équipage un certain nombre de fournitures comme des vêtements de rechange, du tabac, des chandelles, des hamacs.

### La ration journalière

#### Composition
La ration est assez similaire à celle du marin français. Il est prévu de lui fournir, par semaine, 7 livres de biscuit, 4 de bœuf, 2 de porc et 2 pintes de légumes secs. Il reçoit aussi 3 pintes de porridge (avoine), 6 onces de beurre et 12 de fromage. Il reçoit pour sa boisson 1 gallon de bière par jour,.
Les textes réglementaires précisent ce qui doit être donné au matelot par jour et la répartition sur une semaine. Ainsi, chaque jour, il doit recevoir une livre de biscuit et un gallon de bière. Ensuite, selon le jour de la semaine, d'autres denrées lui sont distribuées.
Le lundi, une pinte de porridge ; avec deux onces de beurre et quatre onces de fromage.
Le mardi, comme le samedi, deux livres de bœuf.
Le mercredi, comme le vendredi, une demi-pinte de pois secs, avec deux onces de beurre et quatre onces de fromage.
Le jeudi, comme le dimanche, une livre de viande de porc avec une demi-pinte de pois secs.
Il doit aussi recevoir une demi-pinte, au plus, de vinaigre, répartie sur la semaine.
Ce système paraît très rigide — ce qu'il est —, mais il offre un avantage certain pour les services d'intendance afin de déterminer les quantités à fournir en fonction du nombre de navires et de l'effectif de chacun d'eux.

#### Détermination du nombre de rations
Les quantités de denrées à embarquer sont déterminées selon le type de navigation prévue. Pour obtenir la quantité de biscuit à fournir au navire considéré, on multiplie le nombre de rationnaires par le nombre de jours prévus pour la traversée. De la même manière, on obtient la quantité de bière. Pour la viande, c'est un septième du résultat précédent ; le quart de ce dernier résultat donnait la quantité de légumes secs à embarquer. De la même manière, le Comité déterminait les quantités de porridge, de beurre, de fromage à fournir.
Quand le navire devait naviguer dans les mers chaudes, définies par l'amirauté comme au sud du 39e parallèle, la quantité de bière était réduite de moitié. De l'alcool fort (brandy, ou rhum pour les Antilles) était fourni à la place. De même, d'autres denrées plus susceptibles de supporter la chaleur, pouvaient être substituées. Pour donner un exemple, une pinte d'huile pouvait être distribuée à la place de 2 livres de fromage de Suffolk.

#### Adaptation des rations
Selon le type de navigation prévue, le Comité définit 3 types de ration journalière. Pour un navire au port, la ration servie est dite : « Petty Warrant » ; pour un navire pendant sa traversée la ration est dite : « sea ration ». Cette dernière se décline en deux versions, la seconde adaptée aux longues traversées.

#### Gestion des pénuries
La réglementation anticipe aussi les pénuries éventuelles d'un aliment en établissant des aliments de substitution. Pour ne donner qu'un exemple, si le pain venait à manquer il pourrait être remplacé par une portion de riz, une livre de riz étant donnée comme équivalente à une livre de pain.
La procédure de « Short Food Allowance » (indemnité pour retranchement de vivres) permettait d'économiser des vivres. Elle consistait à réduire les rations en ne distribuant, pour six, ce qui aurait dû être fourni pour quatre. En contrepartie, les marins percevaient immédiatement une indemnité monétaire. Ce qui les autorisait à faire l'achat de denrées fraîches localement.

### L'emport des denrées

#### «Rafraîchissements»
Sous ce vocable, on trouve les nourritures fraîches que peut embarquer le navire, pour varier autant que faire se peut, les rations des marins.
Animaux

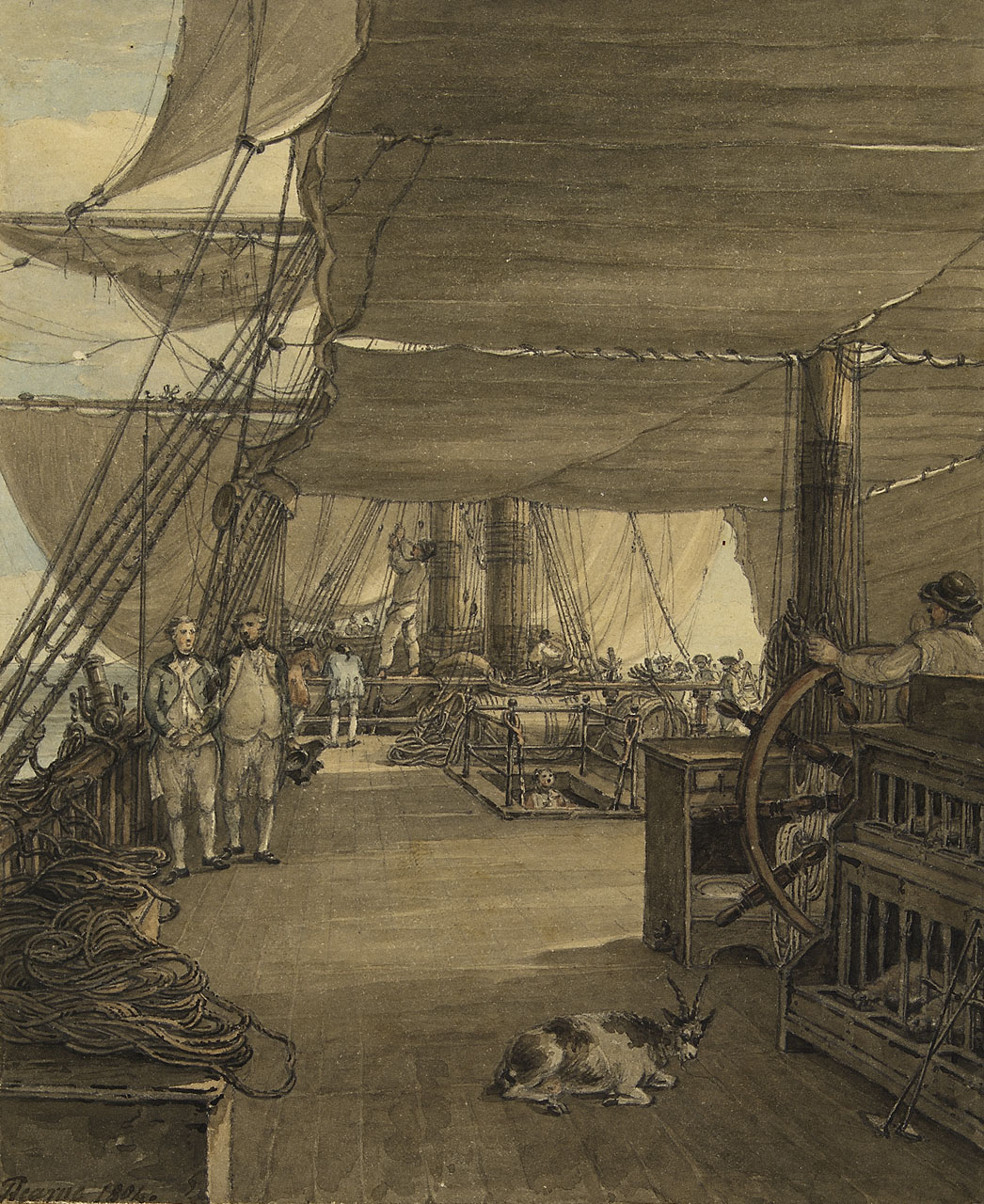
Emport de bétail et volailles (1775).

Des animaux vivants sont embarqués pour être consommés au cours de la croisière. Ces derniers sont, a priori, destinés aux officiers mais aussi aux blessés et aux malades. On donnera deux exemples.
- HMS Elizabeth (3e rang, Guerre de Sept Ans) : 71 bœufs embarqués[51] ;
- Escadre de Hawke (même période) : chaque bâtiment a embarqué une douzaine de bœufs et une quarantaine de moutons[51].

Quand les navires sont au port, les marins reçoivent des rations de type petty warrant. Ces rations voient de la viande fraîche distribuée en lieu et place des viandes salées.
Légumes et autres végétaux
Si Nelson pensait que les oignons étaient bons pour ses matelots, d'autres végétaux étaient aussi prisés. En premier lieu, les choux, les cucurbitacées ; moins prisés, semble-t-il, car moins cités, les carottes et les navets. Pour donner un exemple, en mars 1804, Nelson envoie Richard Ford, son agent de ravitaillement (« agent victualler »), se procurer des rafraîchissements sur la côte espagnole. Il lui demande, entre autres, de se procurer 20 tonnes d'oignons.

#### Lieux de stockage à bord
- Eau potable, bière

L'eau douce est stockée dans une cale qui lui est dédiée.
En 1809, la marine britannique décide, pour le stockage de l'eau, de remplacer les tonneaux en bois par des caisses de tôle. La marine française n'adoptera un système similaire qu'en 1825.
Le vin n'est pas la boisson principale du matelot anglais, il n'est fourni que si la bière vient à manquer. Cette bière, légère, est fournie à raison d'un gallon par jour à chaque matelot.
- Biscuit, légumes secs

Chez les Britanniques, le biscuit est stocké en sacs, dans des compartiments en bois, similaires à ceux utilisés par les Français. Ces compartiments sont disposés à l'arrière de l'entrepont (« orlop-deck »), lieux réputés moins humides.
Les légumes secs (peas) sont stockés à proximité des soutes à biscuit.
- Viandes

Les tonneaux de viande salée sont rangés dans une cale, en arrière de la cale à eau.

#### Manutention journalière

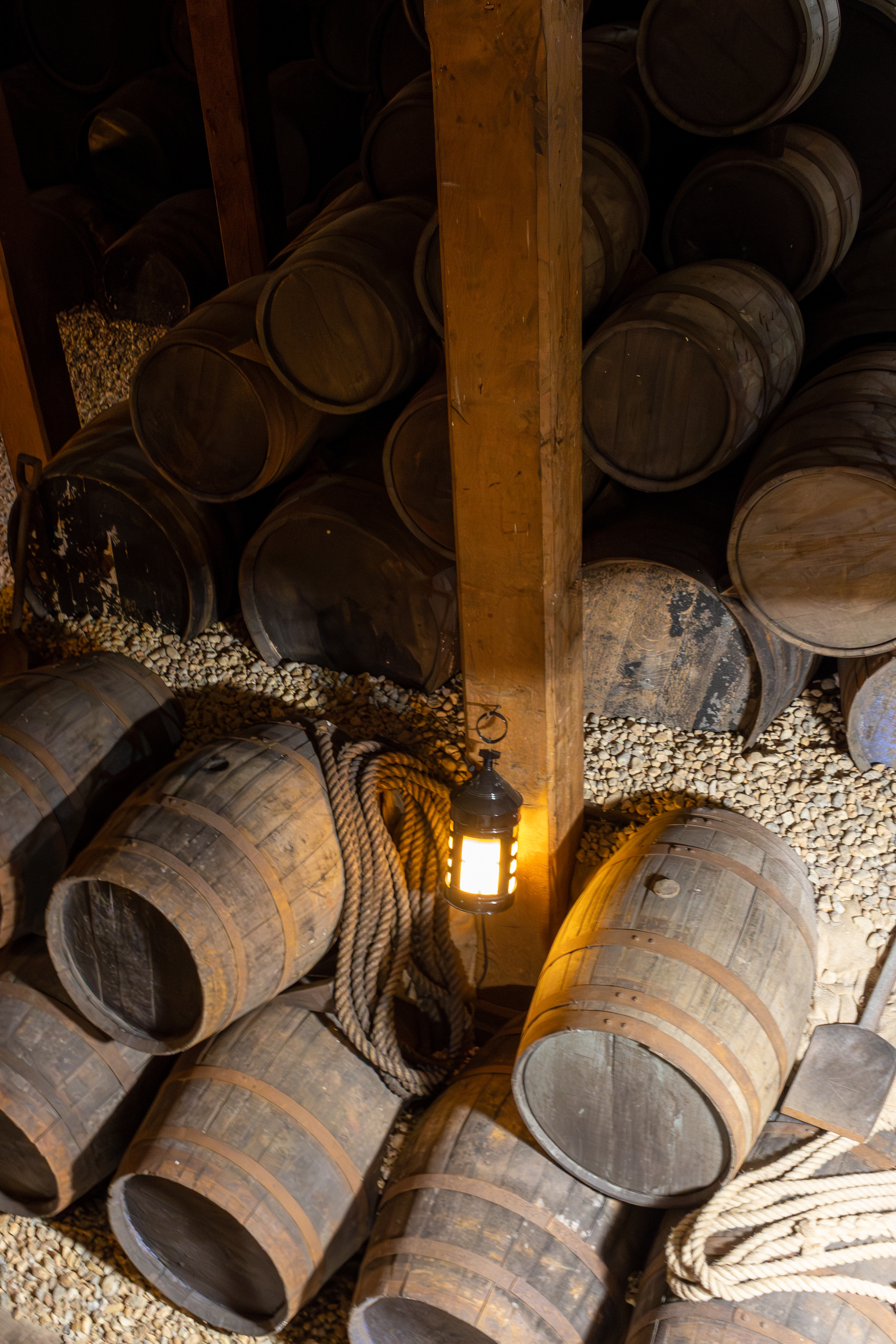
Futailles dans la cale du HMS Victory

#### Quantités embarquées
Si on prend l'exemple d'un vaisseau de 50 canons, HMS Rochester, qui va prendre la mer en 1757, les quantités embarquées, pour quatre mois de mer et un équipage de 350 hommes, sont les suivantes :
| Denrées                           | Denrées                         |
| --------------------------------- | ------------------------------- |
| bœuf salé (17 « puncheons »)      | légumes secs (20 « hogsheads ») |
| Porc salé (18 « puncheons »)      | Biscuit (140 sacs)              |
| graisse de rognon (6 « barrels ») | Beurre (60 « firkins »)         |
| Vinaigre (7 « barrels »)          | Fromages (53 unités)            |
| Farine (27,5 « barrels »)         | charbon (15 « chaldrons (en) ») |
| Gruau d'avoine (18,5 « barrels ») | Bois de chauffe (18 cordes)     |

En ce qui concerne l'eau et la boisson, on prendra l'exemple d'un autre vaisseau de 4e rang, HMS Salisbury, en 1770 qui emporte, pour trois mois et 280 hommes d'équipage, les quantités suivantes. La rangée de tonneaux la plus basse comprend 150 « butts », 23 « puncheons » et 20 « hogsheads » ; la rangée intermédiaire, 28 « butts », 42 « puncheons », 36 « hogsheads » et 24 « half-hogsheads » ; la rangée supérieure, 127 « butts » contenant la bière.
Autrement dit, et pour rester dans l'exemple, l'eau douce nécessaire pour 6 000 marins pendant deux semaines est chiffrée à 336 « tons », soit 341,712 tonnes métriques.

#### Conservation à bord
L'ensemble des denrées conservées à bord doit faire l'objet d'une surveillance attentive de la part du responsable, que la réglementation désigne comme étant le « Master » du navire. Cependant, des altérations plus ou moins graves ne peuvent être évitées. En premier lieu par l'action de parasites (rats, insectes) ; en second lieu par la détérioration des contenants (tonneaux qui fuient, par exemple).
Les denrées devenues impropres à la consommation sont mises à la charge du cantinier. Mais celui-ci peut demander à son commandant d'établir un procès-verbal constatant les dégâts ; pour cela, 3 officiers-mariniers, si possible d'un autre navire, vérifient les denrées et signent le document. Cette procédure vise surtout à minimiser les risques de fraude, comme la revente discrète d'une partie de la cargaison ; elle ne joue pas pour les boissons alcoolisées ni pour l'huile. Dit autrement, le tonneau de rhum qui fuit reste le problème du cantinier.

### Ravitaillement à la mer
L'apport aux escadres en mer de nourriture fraîche est mis en place lors de la guerre de Sept Ans. L'objectif est de maintenir au mieux le blocus des ports français, affaibli par le départ de vaisseaux devant se ravitailler ou par le grand nombre de marins malades.
Dès le printemps 1759, l'agent-ravitailleur de Plymouth est chargé de faire parvenir aux escadres les provisions nécessaires pour compléter les rations. Durant l'été, un service régulier d'apport de viande sur pied (bœuf et mouton) est établi ; il est complété par un approvisionnement en légumes frais (choux, carottes, navets).
Ainsi, lors de la bataille des Cardinaux, l'escadre britannique ne comptait qu'une vingtaine de malades sur les 14 000 marins présents. Ce que notera le médecin James Lind dans un de ses ouvrages concernant la lutte contre le scorbut.

## Comment mange le marin

### Les repas
Le marin anglais bénéficie de trois repas par jour. Le premier repas est donné vers huit heures (horaire différent selon la période de l'année) ; le déjeuner est donné vers midi et le souper entre seize et dix-sept heures. Les marins qui sont de quart mangent à la fin de celui-ci.
Les menus sont fixés par la réglementation ; s'ils varient chaque jour, ils sont identiques chaque semaine, hors les possibles substitutions prévues (par exemple, une livre de beurre peut être remplacée par une pinte d'huile).

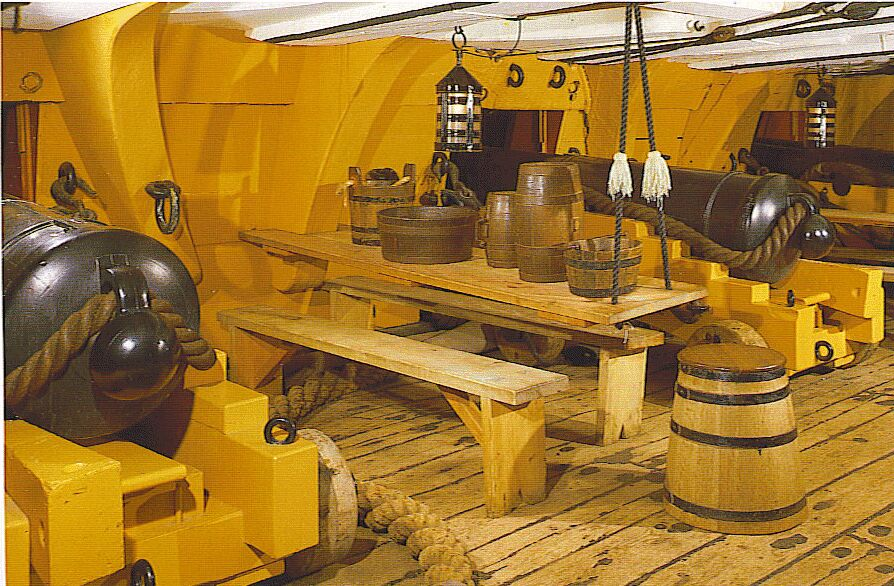
HMS Victory. Le matelot anglais mange attablé ; pas le matelot français.

Dans les deux marines, les matelots sont réunis par petits groupes. « Plat » de 7 matelots chez les français, « Mess » chez les britanniques. Un « mess » varie autour du même nombre de personnes,. Un marin peut changer de groupe, en respectant la procédure prévue. Par exemple, c'est possible une fois par mois sur autorisation du premier lieutenant pour les anglais.
Chaque semaine, chaque mess désigne en son sein un représentant (« mess cook ») qui sera chargé de la préparation des repas, de la vaisselle, de l'entretien du matériel nécessaire. C'est aussi celui qui porte réclamation concernant les denrées fournies ; par exemple, concernant la taille de pièces de viande salées extraites du tonneau et attribuées à son « mess ». Cette réclamation fréquente, si admise, l'autorisait, à la distribution du lendemain, à choisir la pièce de son choix.

### Préparation des repas

#### Distribution des vivres
Chaque jour, les caliers extraient des soutes les denrées nécessaires pour les repas du jour. Elles sont entreposées un local attribué au cantinier et situé à l'arrière du navire. C'est là que le représentant de chaque « mess » (« mess-cook ») vient chercher les aliments et les boissons concernant son groupe. Après la distribution, le représentant gagne la cuisine, à l'avant pour faire cuire les aliments. Ils sont placés dans des sacs ou des filets pour être remis au cuisinier. Ces accessoires sont marqués d'un numéro correspondant au mess.
Le jour où du pudding est au menu, c'est le représentant du mess qui confectionne ce plat à partir de la farine, de la graisse et des raisins qu'il a reçu.

#### cuisine

##### Les cuisiniers

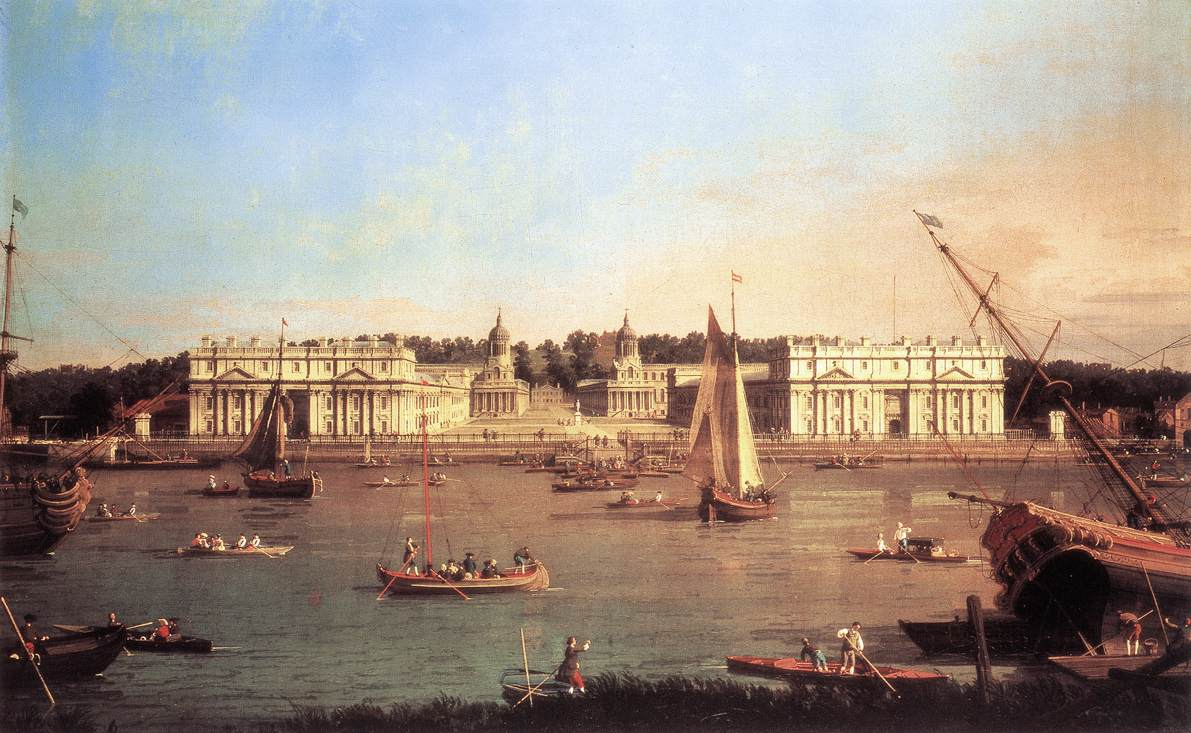
Hôpital de Greenwich,
Canaletto, 1750-1752,
National Maritime Museum

Le cuisinier est un membre de la Navy. Aucune qualification n'est requise, juste la possession d'un mandat (« warrant »). Cet emploi est aussi réservé de préférence aux pensionnaires de l'hôpital maritime de Greenwich, ce qui favorisera l'image du cuisinier à la jambe de bois. Le cuisinier peut être choisi par le commandant. C'est le cas, par exemple, du commodore Keppel, en 1761, qui choisit comme cuisinier du bord un marin blessé sur un navire qu'il commandait à l'époque.
Le commandant du navire peut avoir son propre cuisinier, voire ses cuisiniers. Les officiers peuvent aussi avoir le leur.

##### Les installations

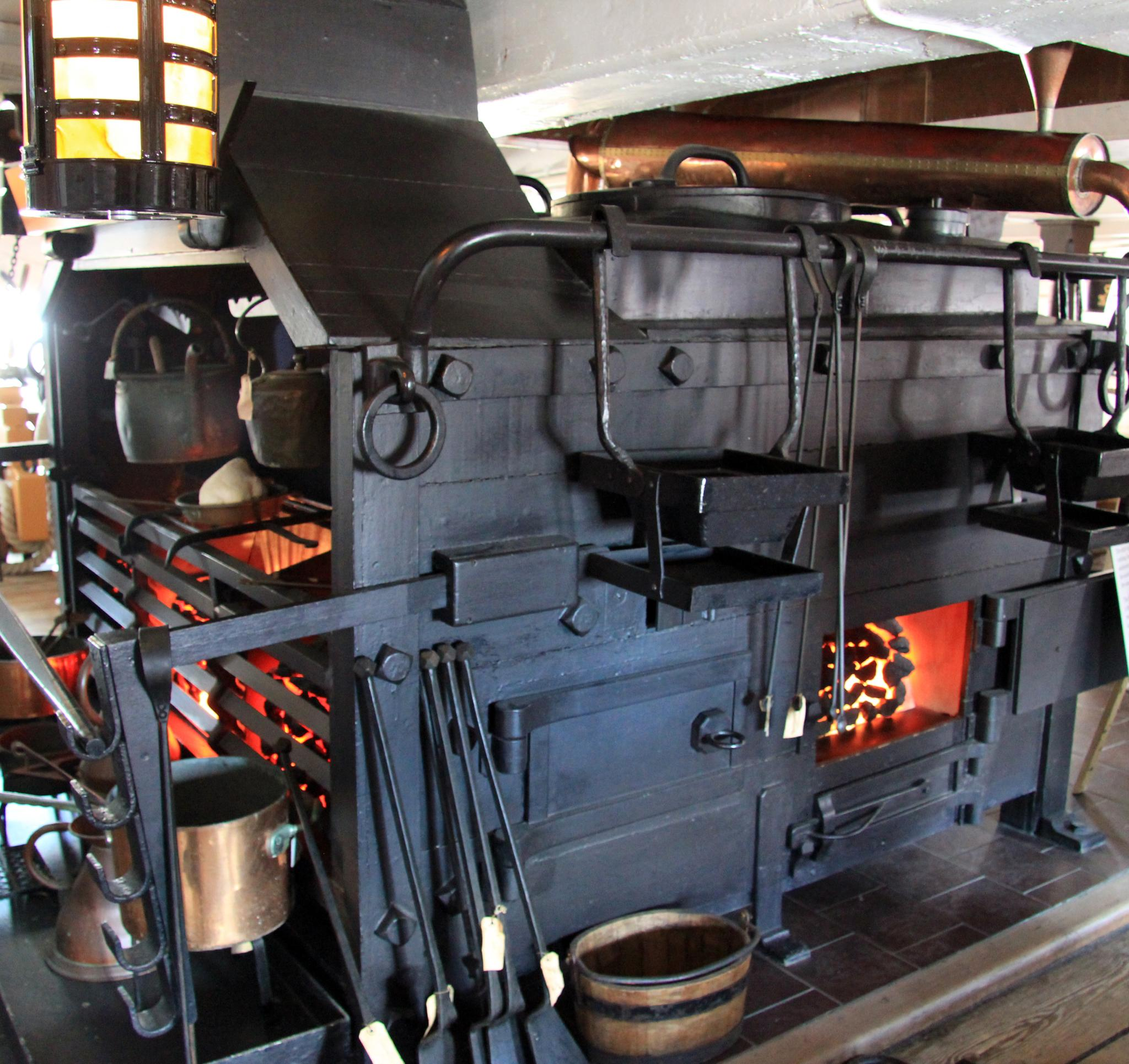
Chaudière Brodie sur HMS Victory. On distingue le grill et, sur le dessus, les poignées des couvercles des marmites servant pour l'équipage

L'emplacement de la cuisine est généralement situé sur l'avant du navire, derrière le mât de misaine, juste avant le gaillard d'avant. Au début de la période considérée, elle se compose d'un foyer entouré d'un appareillage de briques, sur lequel on place une marmite de cuivre. Le choix du cuivre est un choix par défaut ; on lui attribue une responsabilité dans l'apparition du scorbut mais les ustensiles en fer ne résistent pas à la corrosion.
Dans les années 1740, on va rajouter, sur le côté ou l'arrière du foyer, d'autres structures (toujours derrière des murs de briques) permettant de griller ou de cuire au four.
Le poids et l'encombrement des structures en briques va conduire à l'apparition de fourneaux en métal. La première application date de 1728 et est généralisée en 1757. En 1781, un monopole est accordé à Alexander Brodie qui fournit des appareils de cuisson en tôles boulonnées,. Le modèle prévu pour les vaisseaux de 74 canons a deux mètres de haut et 2,50 mètres de côté. Il présente, sur l'avant, deux marmites servant à la cuisson des aliments pour l'équipage. Sur l'arrière, il présente un grill et, sur un côté, des fours ; ces éléments servant à la préparation des plats pour les officiers. Il est chauffé au charbon de bois ou de terre,.

Installations du HMS Victory
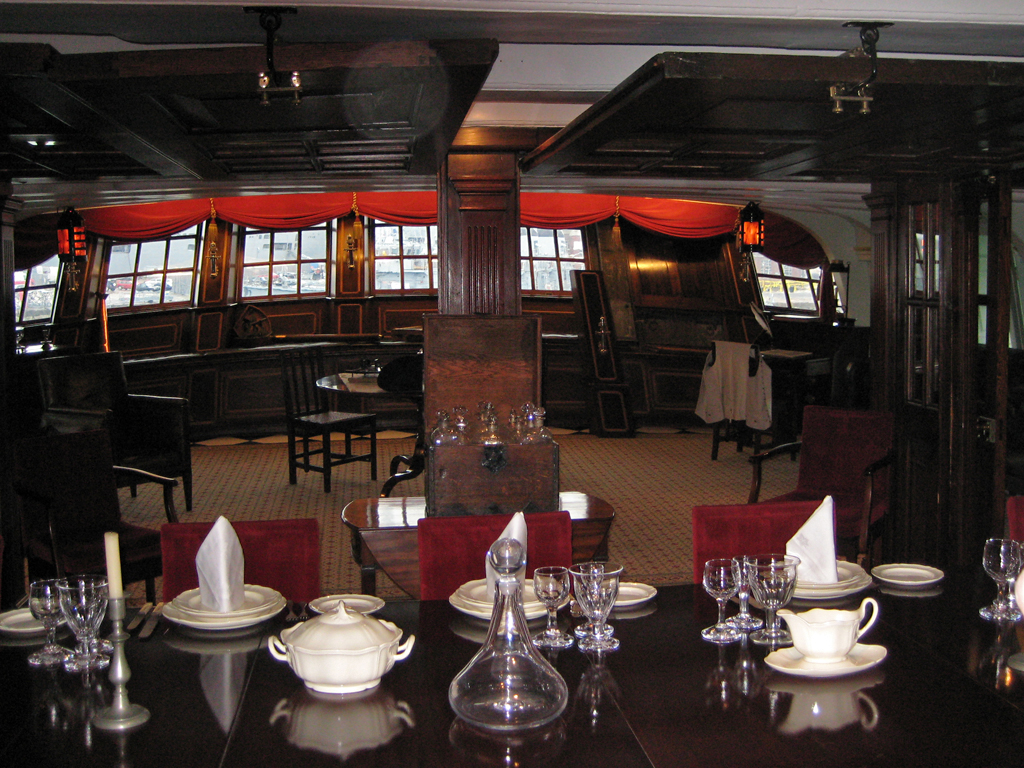
Salle à manger des officiers.
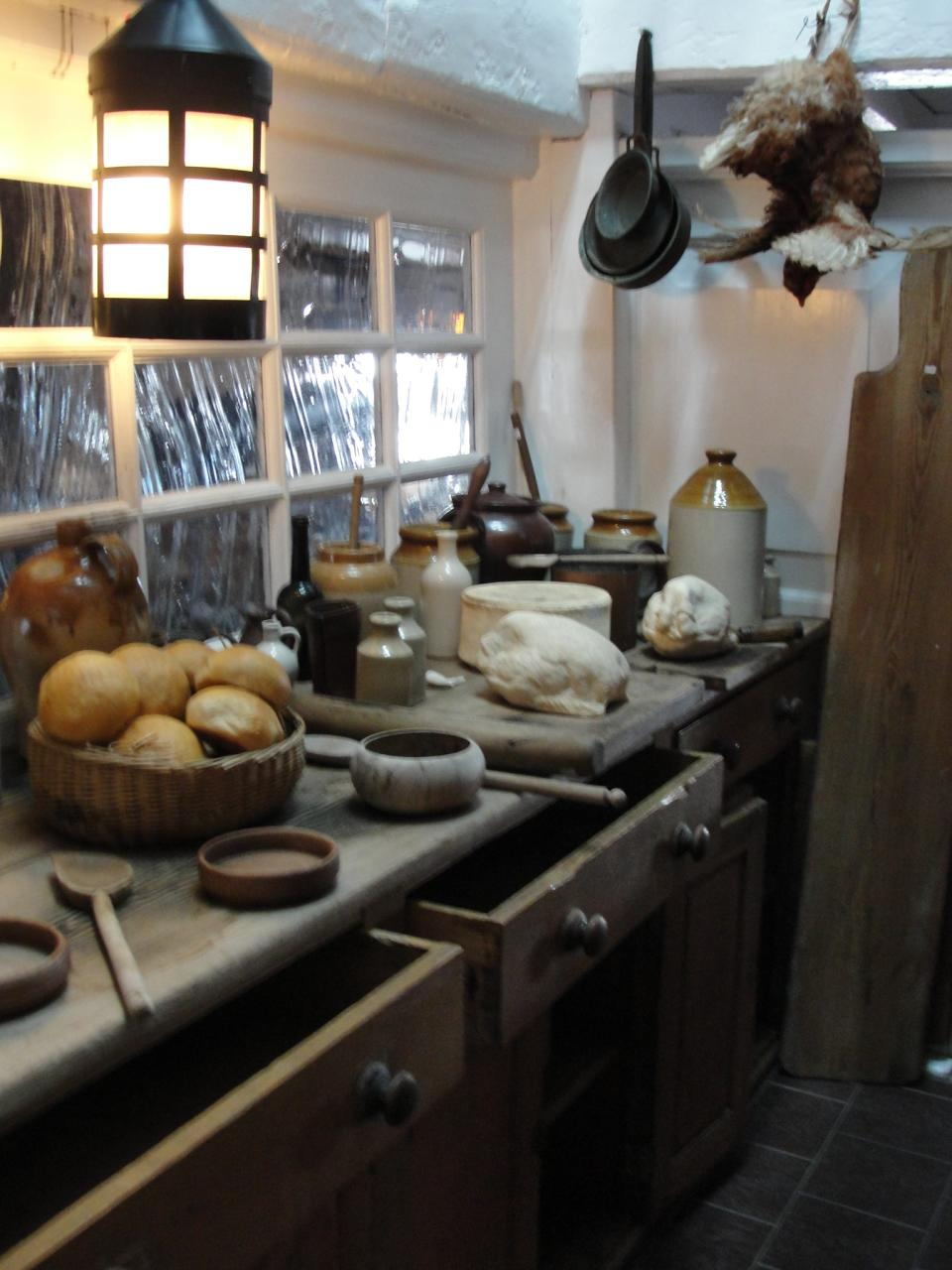
Cuisine
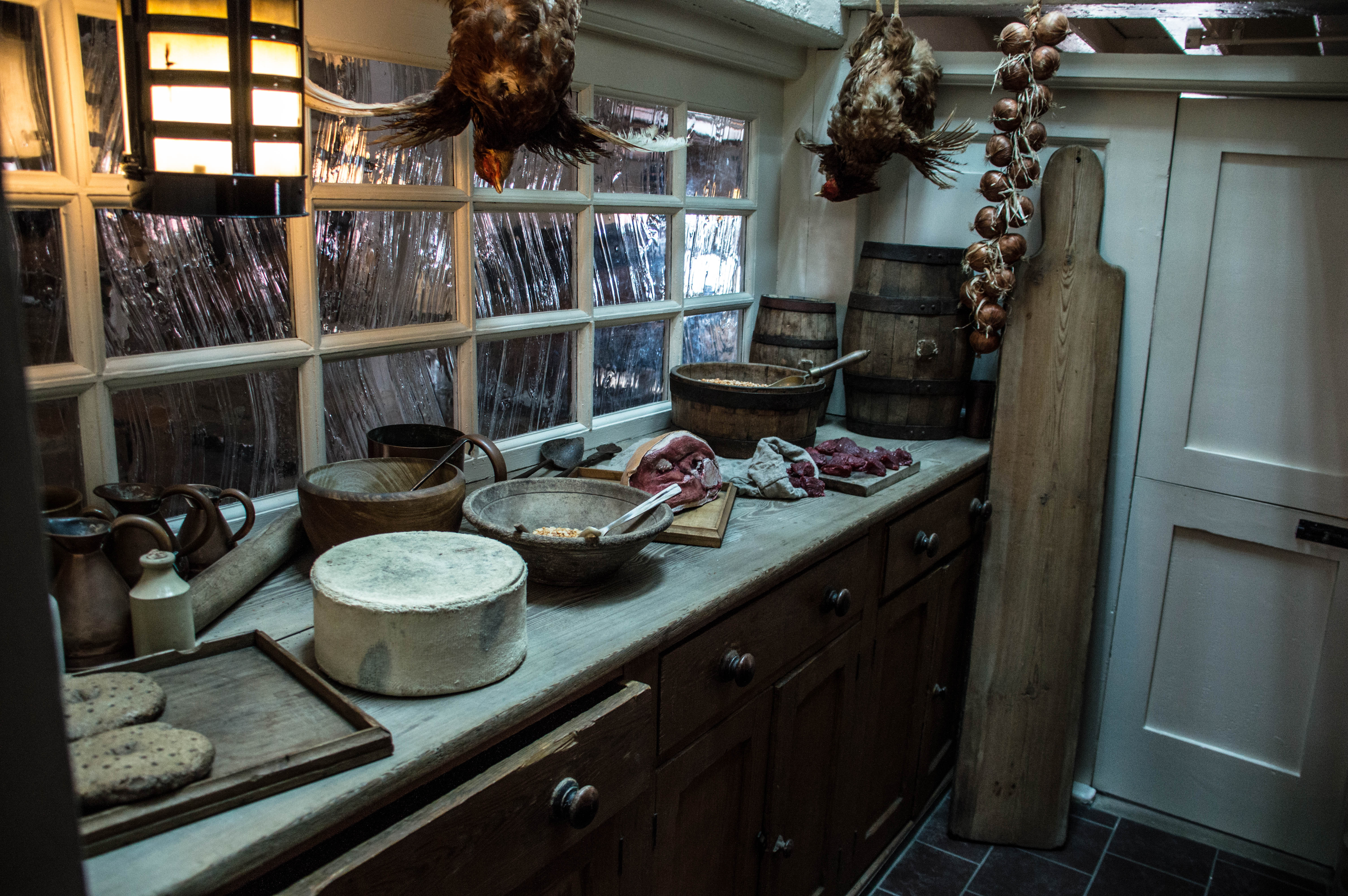
Office (« Pantry »)
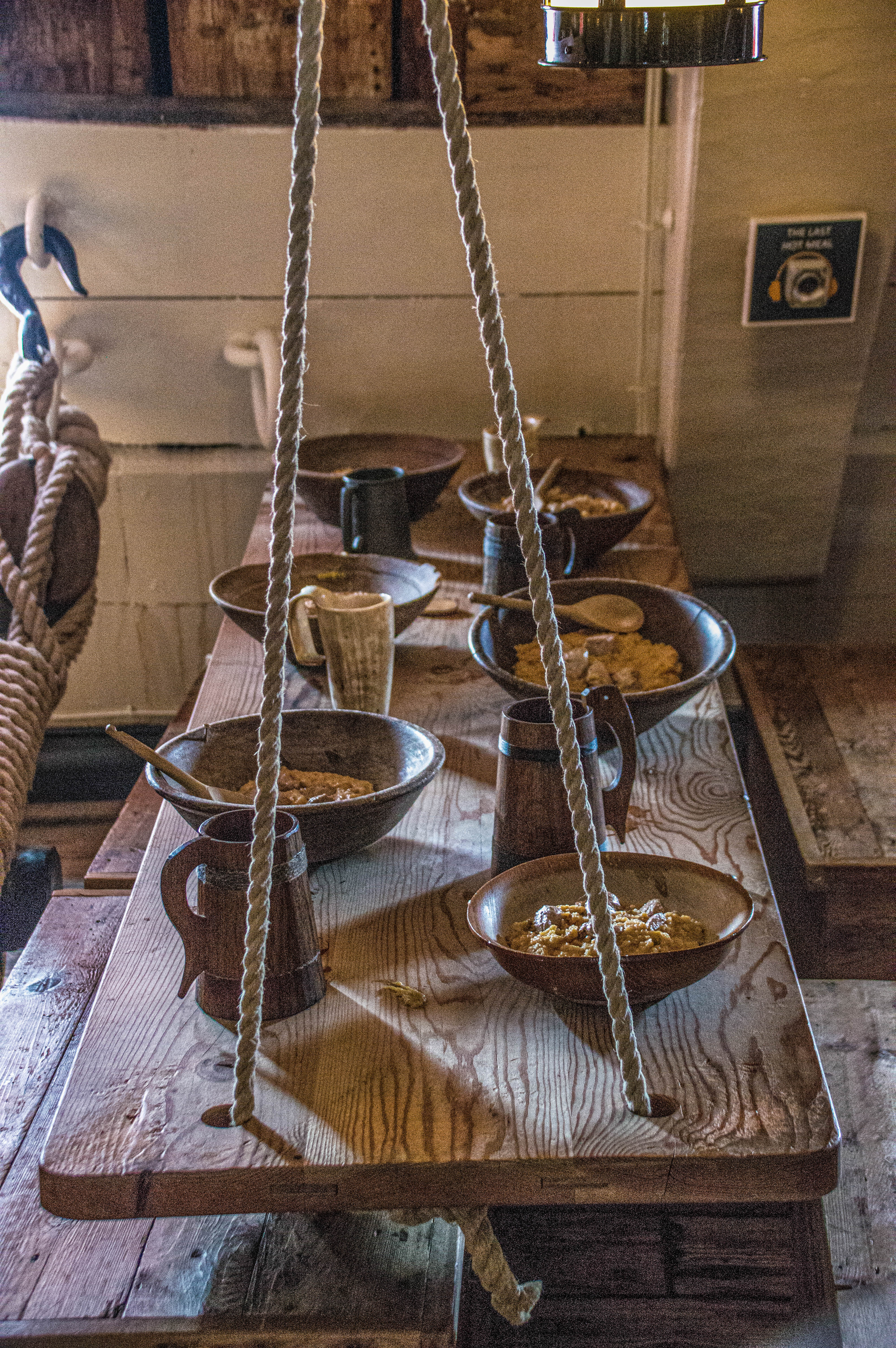
Table pour le repas des matelots.

#### Distribution des denrées cuisinées
Quand les cuissons sont effectuées, le représentant de chaque mess vient récupérer ses denrées et les apporte à table.
L'administration, via le cantinier fournit les équipements nécessaires comme le seau à pain (« bread-barge ») et les filets dans lesquels sont mis les aliments à cuire, ainsi que le broc contenant la boisson.

## Aspects sanitaires
Maladies induites par le régime alimentaire
La ration journalière du matelot britannique de l'époque semble suffisante. Du moins, si l'on considère l'apport calorique ; il se situe entre 4 000 et 5 000 calories par jour. Cependant, la ration souffre de carences de certaines classes d'éléments nutritifs comme les vitamines C et A ; ces éléments sont inconnus de la médecine de l'époque. La principale cause de ces carences étant la quasi-absence de produits frais.
La conséquence étant l'apparition de maladies graves pouvant décimer les équipages. Au premier rang de ces maladies se tiennent le Scorbut et les dysenteries. La lutte contre ces maladies passe par différentes actions comme la consommation de denrées acides, comme la choucroute ; l'aération des entreponts voire y brûler du vinaigre. Un régime trop salé est aussi envisagé comme cause ; cette hypothèse étant confortée par l'amélioration apportée par la viande fraîche substituée à celle conservée dans la saumure. Le jus de citron et son action sont connus depuis le XVIe siècle mais son usage ne sera imposé qu'en 1795 (les français ne le feront qu'en 1856).
Alimentation des malades
Les malades ont droit à un régime alimentaire spécial, déterminé par le chirurgien du bord. Il peut demander au cantinier la délivrance des denrées désirées, ou au commandant l'abattage d'un mouton ou de volaille pour préparer les repas requis. À l'époque de Nelson, la réglementation prévoit la fourniture de denrées spécifiques pour le traitement des malades. Cela prend la forme de caisses contenant les produits en question. Le nombre de caisses fournies est fonction de la taille de l'équipage et de la durée de navigation prévue. Ainsi, le HMS Victory, avec un équipage de 850 hommes, embarque 9 caisses. Le contenu d'une caisse, prévue pour 100 hommes et pour 3 mois, comprend, par exemple, 4,5 livres de thé, 8 livres de riz, du macaroni, 32 livres de sucre. Des tablettes de bouillon (« Portable soup ») sont aussi embarquées.
Chacun des 3 repas journaliers est composé par le chirurgien ; il peut décider de donner une ration complète, une demi-ration, ou un plat adapté comme un bouillon, une gelée.

## Le cas des officiers

### Cadre réglementaire
Contrairement à leurs homologues français, les officiers britanniques sont comptés au nombre des rationnaires et perçoivent donc la même nourriture que les matelots. Ils peuvent cependant embarquer leurs provisions personnelles.
Il est d'usage que les officiers se constituent en « mess ». L'un d'entre eux est choisi comme gestionnaire et gère un pécule constitué par les cotisations des membres. Ce gestionnaire s'occupera des achats des denrées voulues par les officiers (pour donner un exemple, l'achat des animaux vivants (volailles, moutons, etc., des boissons). Un système équivalent est généralement mis en place par les « midshipmen ». Le montant des cotisations peut être élevé si comparé à la solde perçue. Il est préférable que l'officier dispose d'une fortune personnelle ou, à tout le moins, que sa famille le finance.
Les membres de l'encadrement sont autorisés à avoir des domestiques. Leur nombre est fonction du grade et ils sont inscrits au rôle d'équipage. Pour donner des exemples, le commandant du navire peut avoir 4 domestiques par centaine d'hommes d'équipage ; un officier marinier, comme le maître-canonnier peut en avoir deux, si l'équipage est de plus de 60 hommes, un seul sinon. Cela permet aussi aux officiers supérieurs d'embarquer des membres de leur famille.

### Cuisine
L'encadrement ne dispose pas de ses propres installations pour préparer ses repas, à l'instar de leurs homologues français. Cependant, sur les chaudières de type Brodie, ils disposent de fours et de grills en plus des endroits où chauffer leurs marmites.

### Comment mange l'encadrement

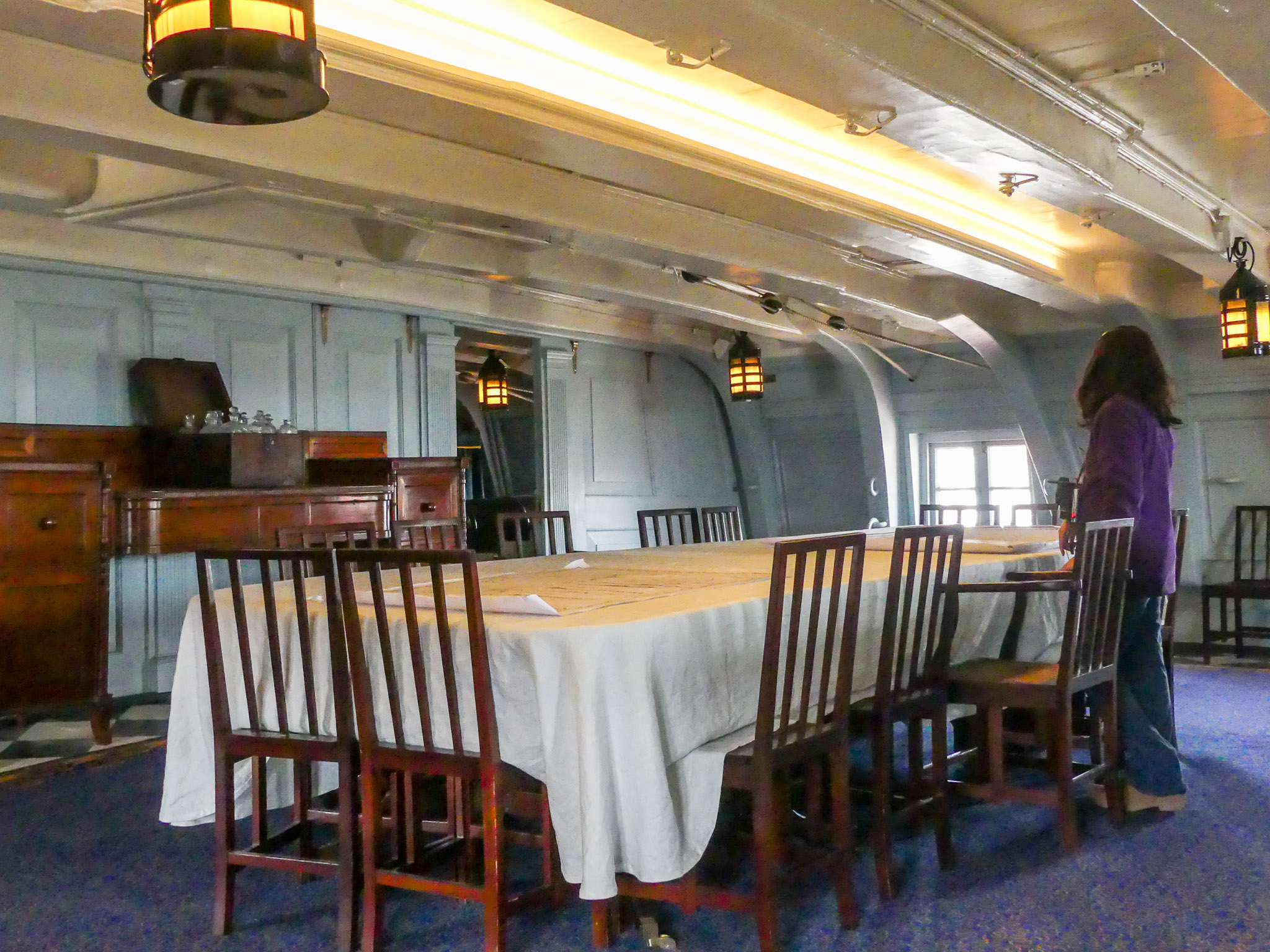
- Salle à manger de Nelson (2017).

#### Le commandant
La grand-chambre (niveau supérieur du château arrière) lui est réservé. Il prend ses repas seul ou avec les personnes qu'il a invitées.

#### Les officiers

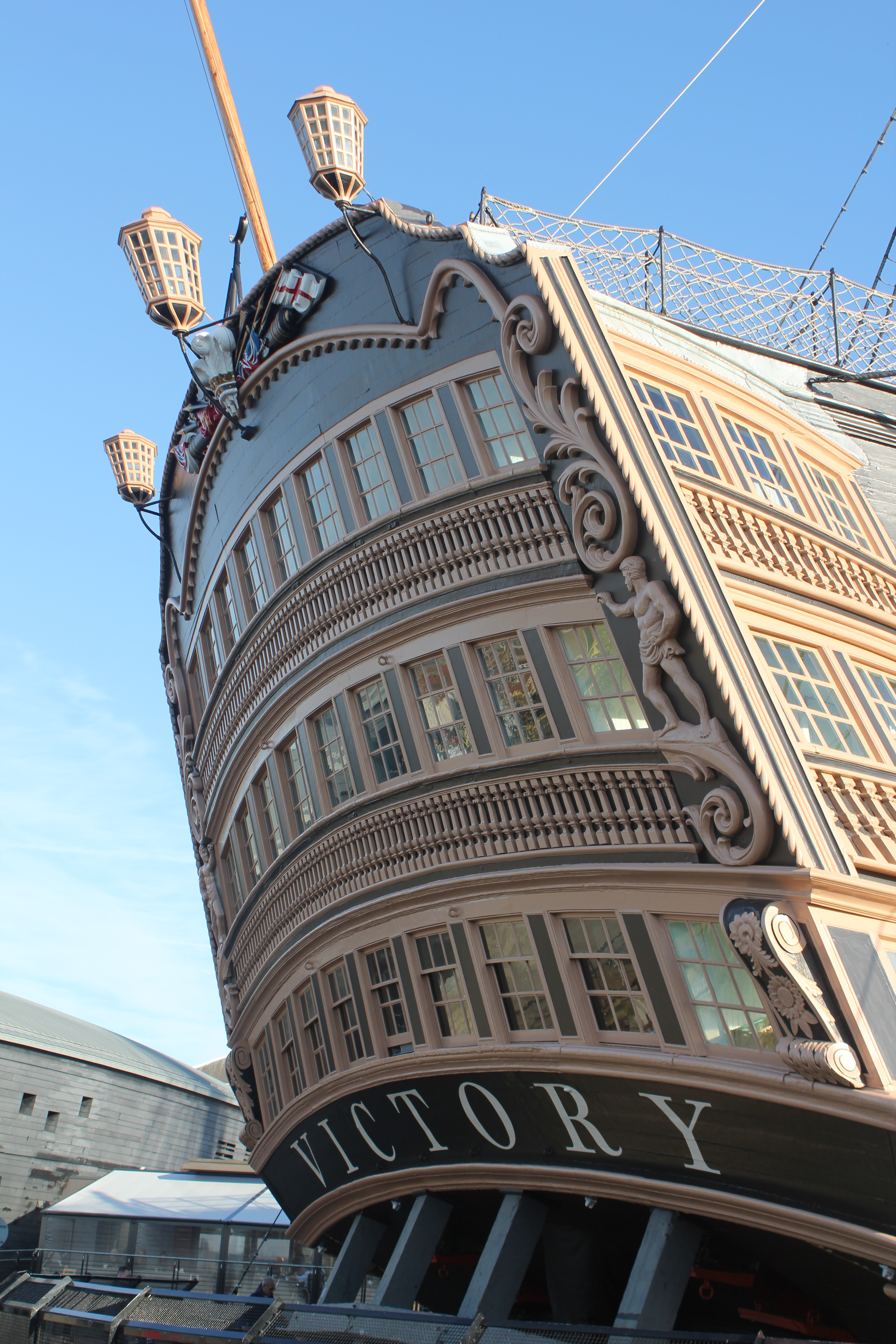
Tableau arrière du HMS Victory. Le commandant, ou l'amiral, est placé à l'étage supérieur. En dessous, l'étage des officiers.

Sur un navire de ligne, comme un 74 canons, ils ont la disposition de la pièce située en dessous de celle utilisée par le commandant (« wardroom »). Cette pièce bénéficie des fenêtres du tableau arrière. Les officiers mangent à la même table. Pour les repas, celle-ci est couverte d'une nappe et des couverts apportés, ou acquis, par les officiers. Sur un 74, les officiers sont au nombre de 14, aumônier compris.
Sur une frégate, ou un navire de rang inférieur, la salle réservée aux officiers est au même niveau et en avant de celle du commandant. Elle n'est éclairée que par des lanternes ou, s'il y a, par ouvertures des sabords présents.

#### Maistrance
La maistrance prend ses repas dans une pièce dépendant de la sainte-barbe (« gun-room »),. Elle est aussi organisée en mess et dispose de ses propres réserves.
Les aspirants de marine (« midshipmen ») sont, quant à eux, cantonnés dans deux cabines latérales, où ils prennent leurs repas, au niveau de l'entrepont. Ils sont aussi organisés en mess et peuvent disposer de domestiques servant aussi de cuisiniers,.

#### Autres personnes rattachées à l'encadrement
Selon leur rang, ou leur fonction, les autres personnes à bord rattachées à l'encadrement sont assimilées aux officiers ou à la maistrance. Ainsi, le secrétaire d'un amiral présent sur le navire aura sa place à la table des officiers. Comme le chirurgien du bord, le cantinier ou l’aumônier. En revanche, le secrétaire du commandant ou l'aide-chirurgien auront leur place à la table de la maistrance.
Les passagers présents sont aussi assimilées à l'encadrement. Ce serait le cas, par exemple, de diplomates gagnant leur poste qui auraient leur place à la table des officiers.

## Pour la Marine marchande

Deux vues d'un East Indiaman (époque du roi Guillaume III) RMG BHC1676

L'alimentation des marins des navires de commerce effectuant de longues traversées est assez similaire à celle des marins de la Royal Navy. Si les quantités embarquées et les types de denrées sont proches, la différence tient surtout à la possibilité plus fréquente d'escales, permettant l'utilisation de produits frais. L'usage du jus de citron est bien antérieur, sur les navires de l'HEIC, à celui instaurés sur les navires du roi.
Les marins sont groupés en « mess » pour prendre leurs repas. Ils sont pris dans l'entrepont, entre les canons. La cuisine est aussi installée sous le gaillard d'avant.
En ce qui concerne les passagers, ils peuvent, s'ils en ont les moyens, embarquer leurs propres provisions. Sinon, ils ont droit au même régime que les matelots ; avec la possibilité de bénéficier du produit de leur propre pêche.